# Adaora Elonu
Adaora Nnenna Elonu (ur. 28 kwietnia 1990 w Houston) – amerykańska koszykarka, występująca na pozycji silnej skrzydłowej, posiadająca także nigeryjskie obywatelstwo, reprezentantka tego kraju, multimedalistka międzynarodowych imprez koszykarskich, obecnie zawodniczka CB Avenidy.
Jej starszy brat – Chinemelu jest także zawodowym koszykarzem.

## Osiągnięcia
Stan na 7 kwietnia 2019, na podstawie, o ile nie zaznaczono inaczej.

### NCAA
- Mistrzyni:
  - NCAA (2011)
  - turnieju konferencji Big 12 (2010)
- Uczestniczka rozgrywek:
  - Sweet 16 turnieju NCAA (2009, 2011, 2012)
  - turnieju NCAA (2009–2012)
- Zaliczony do:
  - I składu:
    - Academic All-Big 12 (2012)
    - turnieju:
      - Junkanoo Jam (2011)
      - Cancun Thanksgiving Classic (2010)
      - San Diego Surf 'N Slam Classic (2010)

  - II składu Academic All-Big 12 (2010, 2011)
  - składu honorable mention All-Big 12 (2012)

### Drużynowe
- Mistrzyni Hiszpanii (2017, 2018)[3][4]
- Brąz ligi hiszpańskiej (2015, 2016)
- Zdobywczyni:
  - pucharu Hiszpanii (2016, 2017, 2018)[5][4][4]
  - superpucharu Hiszpanii (2016, 2017)[3][4]
- Finalistka pucharu Hiszpanii (2015)[6]
- Uczestniczka rozgrywek Euroligi (od 2016)

### Indywidualne
(* – nagrody przyznane przez portal eurobasket.com)
- MVP:
  - sezonu hiszpańskiej ligi LFB (2016)*[5]
  - pucharu Hiszpanii (2016)
  - Superpucharu Hiszpanii (2016)[3]
- Najlepsza*:
  - zawodniczka zagraniczna LFB (2016)[5]
  - skrzydłowa sezonu ligi LFB (2016)[5]
- Zaliczona do*:
  - I składu:
    - hiszpańskiej ligi LFB (2015, 2016)[6][5]
    - najlepszych zawodniczek zagranicznych hiszpańskiej ligi LFB (2014–2016)[7][6][5]

  - II składu ligi hiszpańskiej (2014)[7]
  - składu honorable mention ligi izraelskiej (2013)[8]

### Reprezentacja
- Mistrzyni Afryki (2017)
- Wicemistrzyni igrzysk afrykańskich (2015)
- Brązowa medalistka mistrzostw Afryki (2015)
- Zaliczona do I składu Afrobasketu (2015)
- Uczestniczka:
  - mistrzostw świata (2018 – 8. miejsce)
  - kwalifikacji do igrzysk olimpijskich (2016)